# Banque centrale saoudienne
L'Autorité monétaire de l'Arabie saoudite (en arabe : مؤسسة النقد العربي السعودي ; abrégé en SAMA, de l'anglais : Saudi Arabian Monetary Agency) est à la fois la banque centrale d'Arabie saoudite et un fonds souverain saoudien.

Logo

Le SAMA est un fonds souverain particulièrement opaque, établi en 1952 pour gérer les excédents commerciaux liés à l'exportation d'hydrocarbures. Détenu par la banque centrale du pays, il investit une grande partie de ses actifs dans des produits peu risqués, principalement des obligations d'État. 
Le roi Salmane Abdelaziz Al Saoud nomme en mai 2016 Ahmed Alkholifey à la tête de l'agence. Il y remplace Fahad bin Abdullah al-Mubarak.

## Participations financières durant la crise
En février 2008, le SAMA a acheté 77,5 millions $ US d’actions convertibles préférentielles, et 7,89 millions $ US d’actions simples de la National City Corporation (NCC). Ses participations ont été vendues fin octobre 2008 à un prix inférieur à celui du marché à la banque PNC.
En avril 2008, elle a fait l’acquisition d'actions préférentielles de Washington Mutual Bank pour 24,2 millions $ US, 5 mois avant sa faillite en septembre 2008, suivie du rachat puis de sa réouverture par JP Morgan Chase.